# Naomi Sims
Naomi Sims (Oxford, 30 marzo 1948 – Newark, 1º agosto 2009) è stata una modella, imprenditrice e attivista statunitense afroamericana.
Nel 1968 fu la prima modella di colore ad apparire sulla copertina di Ladies' Home Journal. In seguito fece parte del movimento antiapartheid Black is beautiful per poi dedicarsi ad un'attività imprenditoriale nel campo della moda, scrivendo contemporaneamente alcuni libri.